# CLDN19
CLDN19‏ (Claudin 19) هوَ بروتين يُشَفر بواسطة جين CLDN19 في الإنسان.